# Caesalpiniaceae
Caesalpiniaceae is een botanische naam, voor een familie van tweezaadlobbige planten. Een familie onder deze naam wordt af en toe erkend door systemen van plantentaxonomie, maar niet door het APG-systeem (1998) en het APG II-systeem (2003).
Veelal, zoals bij APG, vormen deze planten een onderfamilie Caesalpinioideae (in de familie Leguminosae oftewel Fabaceae). Tegenwoordig wil men die weer verder gaan splitsen.
Het Cronquist-systeem (1981) erkende deze familie wel, en plaatste haar in de orde Fabales.
Het gaat om een vrij forse groep van enkele duizenden soorten, meest houtige planten, van lianen tot bomen, die voorkomen in warme tot tropische omstandigheden.